# Prasophyllum rostratum
Prasophyllum rostratum är en orkidéart som beskrevs av John Lindley. Prasophyllum rostratum ingår i släktet Prasophyllum och familjen orkidéer.
Artens utbredningsområde är Tasmanien. Inga underarter finns listade i Catalogue of Life.